# ТЕС AMERI
ТЕС AMERI — теплова електростанція на південному заході Гани, розташована біля портового міста Секонді-Такораді.
Станція, введена в експлуатацію у 2016 році, складається зі встановлених на роботу у відкритому циклі 10 газових турбін компанії General Electric типу TM2500+ загальною потужністю 250 МВт. Вони працюють на природному газі, постачання якого з офшорного родовища Джубілі через газопровід Атуабо — Абоадзе почалось роком раніше (можливо відзначити, що ще раніше сюди вивели Західно-Африканський газопровід, проте подача ним нігерійського блакитного палива не задовольняла потреби ганської електроенергетики).
Для роботи станції використали інфраструктуру черги Т3 розташованої поруч ТЕС Такораді, оскільки встановлені у складі зазначеної черги турбіни вийшли з ладу через використання невідповідного палива.
Проект ТЕС AMERI реалізувала компанія з Об'єднаних Арабських Еміратів, яка через п'ять років повинна передати його Гані. При цьому в країні виник політичний скандал через підозри щодо завищення ціни угоди, яка становить понад 0,5 млрд доларів США.